# Evgenïý Averçenko
Evgenïý Averçenko (in kazako Евгений Аверченко?; in russo Евгений Николаевич Аверченко?, Evgenij Nikolaevič Averčenko; Petropavl, 6 aprile 1982) è un calciatore kazako, centrocampista del Tobıl.

## Palmarès

### Club

#### Competizioni nazionali
- Campionato kazako: 1

Aqtöbe: 2009
- Supercoppa del Kazakistan: 1

Aqtöbe: 2010